# Ногайське повстання
Ногайське повстання - велике повстання, підняте кубанськими ногайцями Малої Ногайської орди в 1783 на Кубані. Було наслідком анексії Криму Російською імперією та політики царської влади щодо переселення ногайців на Урал. Було придушено військами під командуванням Олександра Суворова.

## Передісторія
Після Російсько-турецької війни Кримське ханство стало незалежною державою, але насправді перейшло під протекторат Росії. Формально васальні ханству кубанські ногаї залишалися ворожими російській адміністрації. В 1781 відбулися виступи ногайців на Кубані, яка знаходилася під юрисдикцією кримського хана. Виступи трактувалися як бунт проти Кримського хана Шагін-Ґерая, який проводив проросійську політику і пригнічував ногайців, і були спровоковані його братом, Бахадир-Ґіраєм. До липня 1782 року повстання повністю охопило Крим. Повстання в Криму і пов'язані з ним виступи кубанських ногаїв були придушені російськими військами наприкінці 1782 року.

## Повстання
8 квітня 1783 року російська імператриця Катерина II видала маніфест, яким Крим, Тамань і Кубань оголошувалися російськими володіннями. Значна частина ногайців, включаючи причорноморські орди (Єдисан, Єдишкуль, Джамбойлук) віддала перевагу відкочувати за Кубань, не бажаючи приймати російське підданство. На початку літа 1783, Олександр Суворов, начальник Кубанського корпусу, робив спроби шляхом переконань і наказів схилити кубанських ногайців присягнути вірність Російської імперії. Одночасно, за наказом Григорія Потьомкіна велася підготовка до переселення ногайців за Урал, а також у Тамбовське та Саратовське намісництва. 28 червня 1783 року під Єйськом відбулося прийняття кубанськими та причорноморськими ногайськими мурзами присяги на вірність Росії. Переселення почалося під конвоєм російських військ та козаків, що перекрили всі броди та переправи через Нею. У відповідь на це 30-31 липня 1783 року на Кубані почалося повстання більшої частини ногайців, які відмовлялися переселитися. На світанку 1 серпня повсталі (7-10 тисяч осіб) атакували пост біля злиття річки Орак Йилгаси (Урай-Ілгаси) та Єї, де розташовувалася частина Бутирського та Володимирського полків, під командуванням поручника Жидкова. Почався запеклий бій. На допомогу бутирцям підійшли ескадрони прем'єр-майорів Кекуатова та Рауціуса. Бій, що розгорнувся в радіусі 30 верст, закінчився важкою поразкою ногаїв. Частина ногаїв таки прорвалася і пішла за Кубань, в район річки Лаби. Урядовим військам вдалося взяти в полон Мамбет-мурзу Мурзабекова, Келембет-мурзу та ще кількох мурз.
У ніч на 23 серпня, знявши виставлені біля Єйська козацькі пікети і перерізавши комунікації, 5-тисячний загін ногайських вершників зробив штурм Єйського містечка. Дві спроби штурму було відбито ейським гарнізоном. Дізнавшись, що з боку Азовського моря на допомогу штурмуючим рухається велика група ногайських вершників, І. М. Лешкевич вивів свої частини з фортеці і, застосувавши гармати, розсіяв атакуючих. Серед знатних осіб, які атакували Єйськ, значилося 40 мурз і ага, переважно молодої ногайської аристократії. Взяти Єйськ не вдалося, російські гармати стали серйозною перешкодою для легко озброєної кінноти кочівників: ногаї зазнали великих втрат.
У ніч проти 1 жовтня 1783 року, об'єднані частини Кубанського корпусу і донських козаків, під командуванням Олександра Суворова, потай переправилися через р. Кубань і в урочищі Керменчик (на річці Лаба за 12 верст від впадання її в Кубань) напали на головний табір повсталих. У вирішальній битві Олнесандр Суворов повністю розбив ногайські війська. У битві було вбито мурзи Єдишкульської, Касаєвської та Наврузької орд.

## Наслідки
Всього в цих битвах загинуло до 7000 ногайських воїнів, здалися в полон не більше 1000, крім жінок і дітей. Внаслідок цього більшість мурз висловили покірність Суворову і остаточно визнали анексію Криму та ногайських земель Російською імперією. Російська влада у відповідь відмовилася від своїх первісних планів переселення ногайців за Урал, частину кубанських ногайців переселили на Каспійське узбережжя, де більшість сучасних ногайців живе донині. Джембойлуцьку та Єдисанську орди переселили до Приазов'я, на р. Молочну. В кінці 1783 року Суворов здійснював експедиції за Кубань проти окремих загонів ногайців.
Ногайці зазнали значних втрат, що далося взнаки на всьому етносі, політична самостійність кочових ногайських орд була остаточно втрачена. За період з кінця XVIII до середини XIX століття (у тому числі після Кримської війни) загалом до 700 тисяч ногайців пішли до Османської імперії. Російській імперії було відкрито шлях до колонізації степового Передкавказзя.